# Stephen Prouty
Stephen Prouty é um maquiador americano. Como reconhecimento, foi nomeado ao Oscar 2014 na categoria de Melhor Maquiagem e Penteados por Jackass Presents: Bad Grandpa.